# Quark Europa
Quark Europa - Le grandi sfide degli anni '90 è stato un programma televisivo italiano derivato da Quark e come quest'ultimo ideato, curato e condotto da Piero Angela. Il programma andò in onda su Raiuno in nove puntate dal 5 al 16 ottobre 1992, dal lunedì al venerdì in seconda serata.
La trasmissione, realizzata dopo la firma del Trattato di Maastricht, si poneva l'obiettivo di rispondere agli interrogativi legati all'Unione europea, in particolare a quelli relativi alle regole economiche imposte dal trattato. Come Quark, il programma si avvaleva della collaborazione di uno staff di esperti e delle animazioni realizzate da Italo Burrascano e Bruno Bozzetto. Le puntate prodotte erano originariamente undici, ma le ultime due (Tecnologia e competizione e Cambiare per crescere) non furono mai trasmesse e vennero solamente pubblicate in VHS come materiale didattico per le scuole, insieme alle altre.

## Puntate
| nº | Titolo                                              | Data            |
| -- | --------------------------------------------------- | --------------- |
| 1  | Le nuove dimensioni della finanza                   | 5 ottobre 1992  |
| 2  | L'Italia di fronte alla competizione internazionale | 6 ottobre 1992  |
| 3  | Il problema del deficit                             | 8 ottobre 1992  |
| 4  | Un mondo senza confini                              | 9 ottobre 1992  |
| 5  | La nuova Europa                                     | 12 ottobre 1992 |
| 6  | Sul filo della bilancia                             | 13 ottobre 1992 |
| 7  | L'impresa di fronte alla concorrenza                | 14 ottobre 1992 |
| 8  | Il posto di lavoro: opportunità e rischi            | 15 ottobre 1992 |
| 9  | Il vero potere: la conoscenza                       | 16 ottobre 1992 |